# Théophile Steinlen
Théophile Alexandre Steinlen, ofta benämnd Steinlen, född den 10 november 1859 i Lausanne, död den 13 december 1923 i Paris, var en schweiziskfödd fransk Art Nouveau-målare och tecknare känd för sina japansk-inspirerade konstaffischer. Bosatt i Paris, där han kom att bli en känd tecknare i landets bildtidskrifter, från 1882, var han en av grundarna av Le Journal des Humoristes (1898) och illustrerade ett flertal böcker.